# Donato Carrisi
Donato Carrisi (Martina Franca, 25 de março de 1973) é um escritor, roteirista e jornalista italiano.

## Biografia
Ele vive em Roma e trabalha no Corriere della Sera. É também roteirista de televisão e filmes, e foi de teatro. Ele é formado em direito, depois se especializou em criminologia e comportamentologia.
Já teve seus livros vendidos em cerca de trinta países e foi traduzido para várias línguas incluindo inglês, francês, espanhol, hebraico, dinamarquês e vietnamita.

## Obras

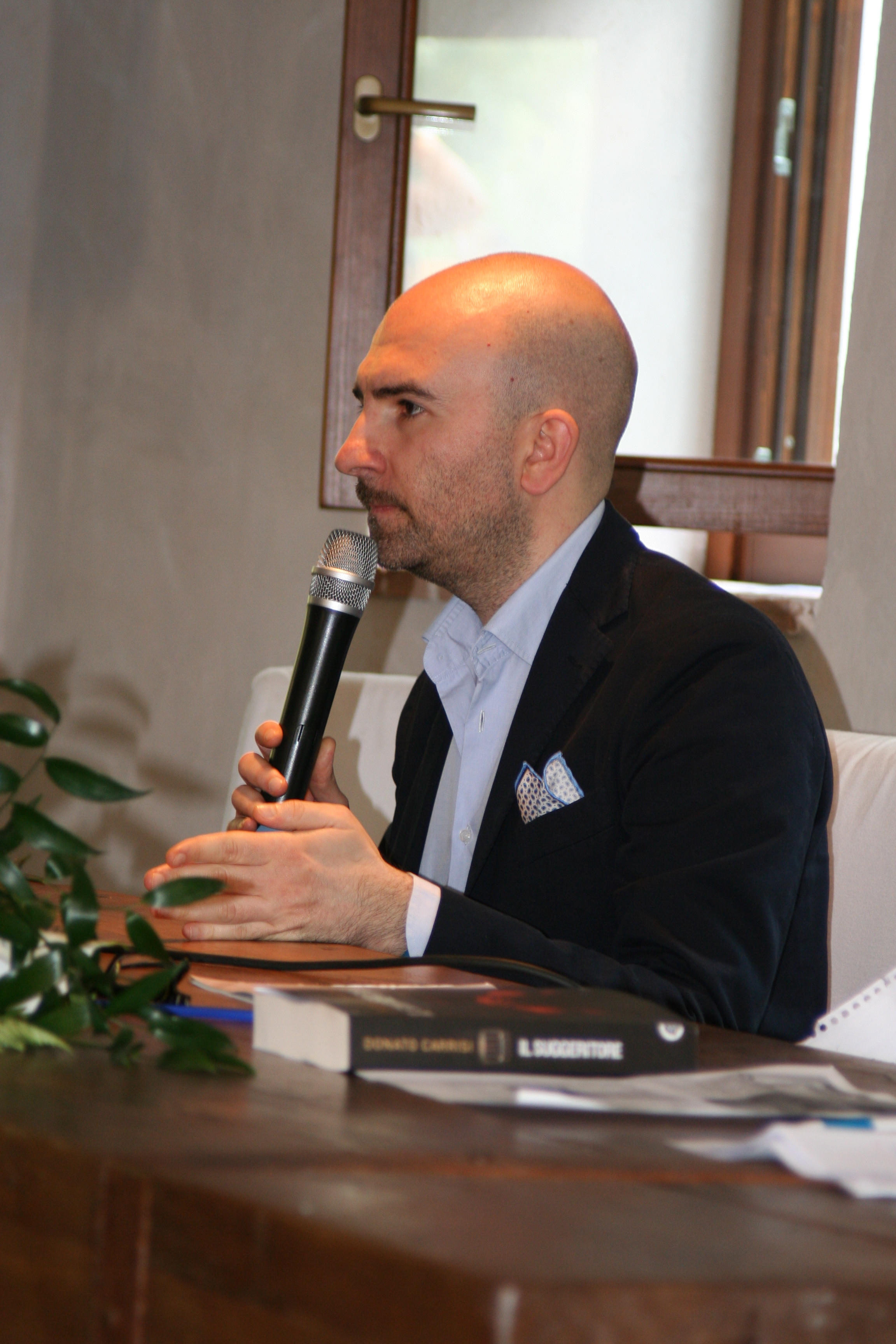
Donato Carrisi em 2011

### Série de Mila Vasquez
1. Il suggeritore (2009) No Brasil: O Aliciador (Editora Record, 2010)[3] / em Portugal: O Sopro do Mal (Porto Editora, 2010)
2. L'ipotesi del male (2013) Em Portugal: A Hipótese do Mal (Porto Editora, 2014)
3. L'uomo del labirinto (2017)
4. Il gioco del suggeritore (2018)

### Série de Marcus e Sandra
1. Il tribunale delle anime (2011) No Brasil: O Tribunal das Almas (Editora Record, 2013)[4]
2. Il cacciatore del buio (2014) No Brasil: O caçador da Escuridão (Editora Record, 2023)
3. Il maestro delle ombre (2016)

### Série do Pietro Gerber
1. La casa delle voci (2019)
2. La casa senza ricordi (2021)
3. La casa delle luci (2022)

### Outros
- La donna dei fiori di carta (2012)
- La ragazza nella nebbia (2015)
- Io sono l'abisso, Longanesi (2020)
- Eva e la sedia vuota (2022)
- L'educazione delle farfalle (2023)

## Filmografia
Como diretor e roteirista:
- La Ragazza Nella Nebbia (2017) (wikipedia em inglês: en:The Girl in the Fog)

Como diretor, roteirista e produtor:
- L'uomo del labirinto (2019) (wikipedia em inglês: en:Into the Labyrinth (film))